# Spit it Out
A Spit It Out a Slipknot amerikai heavy metal együttes egyik dala és egyben második kislemeze az első, debütáló Slipknot albumon. A dal mellett a kislemezen megtalálható a Slipknot albumon szereplő két másik dal koncertfelvétele.

## Dallista
1. Spit It Out
2. Surfacing (élő)
3. Wait and Bleed (élő)